# Baojun E200

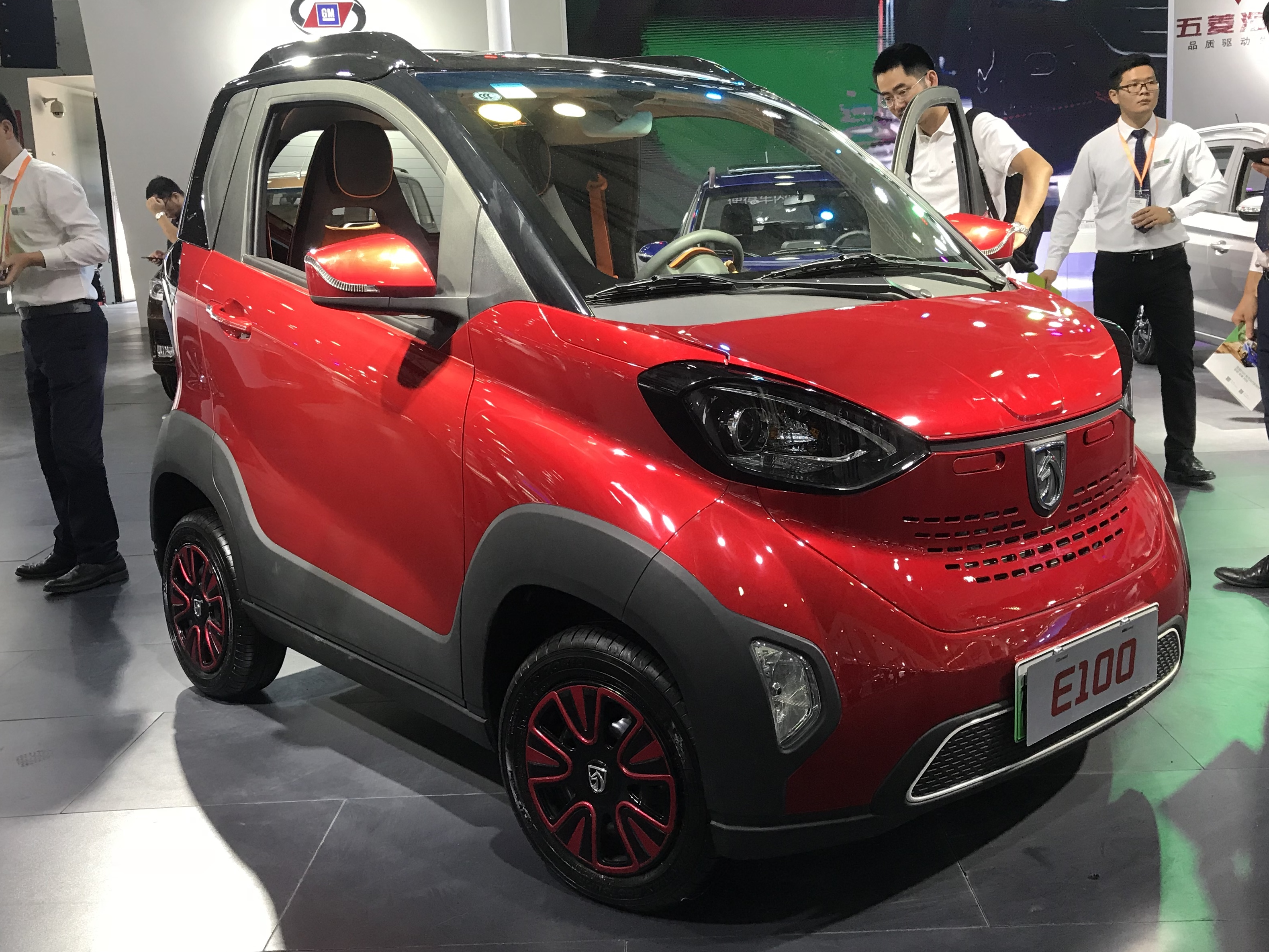
Baojun E100, predecesor del E200.

El Baojun E200 es un automóvil eléctrico de dos plazas, con carrocería hatchback de dos puertas, y con un diseño similar a un Daimler Smart eléctrico. Baojun, una coventura de General Motors conocida como SAIC-GM-Wuling, comenzó a producirlo en septiembre de 2018. Es el segundo coche eléctrico de Baojun, reemplazando al E100, y presenta un aspecto actualizado.
El sistema interactivo remoto en el E200 proporciona información al usuario sobre navegación de puntos de recarga y aparcamiento, suministro de electricidad, inspección del vehículo, y otros elementos básicos.

## Véase  también
- Renault Twizy